# Faustino Malaspina
Faustino Malaspina (Godiasco, 8 febbraio 1809 – Godiasco, 4 agosto 1882) è stato un magistrato e politico italiano.